# ادام روبک
ادام روبک (انگلیسی: Adam Robak؛ زادهٔ ۱۶ ژوئیهٔ ۱۹۵۷) ورزشکار شمشیربازی اهل لهستان است.
وی در مسابقات کشوری و بین‌المللی در مجموع برندهٔ ۱ مدال طلا، ۱ مدال برنز شده‌است.